# Копейки (Тверская область)
Копе́йки — посёлок сельского типа в Нелидовском районе Тверской области. Входит в Новосёлковское сельское поселение (до 2006 года относился к Берёзовскому сельскому округу Нелидовского р-на).
Находится в 22 км к югу от районного центра Нелидово, в 4 км от деревни Новосёлки. Располагается на реке Меже в месте впадения в неё реки Лучесы.

## Население
Население по данным 1859 года — 7 мужчин и 7 женщин (2 двора); по данным 1904 года — 11 мужчин и 14 женщин (5 дворов). По данным 1996 года — 313 человек (144 хозяйства).
Население по переписи 2002 года — 221 человек, 98 мужчин, 123 женщины; по переписи 2010 года — 154 человека, 65 мужчин, 89 женщин.
По данным на конец 2021 года — 38 человек.
| 2002 | 2010 |
| ---- | ---- |
| 221  | ↘154 |

## Инфраструктура
В районе посёлка ведётся лесозаготовка. Некогда имелось торфопредприятие.
На территории посёлка действует сельская библиотека и находится воинское захоронение.

## История
Первое упоминание, как деревни Бельского уезда Смоленской губернии в казённом владении, относится к 1744 году. До 1861 года — деревня Ти́клино.
До 1960 года здесь располагалась исправительная колония ИК-9.